# Géza von Bolváry

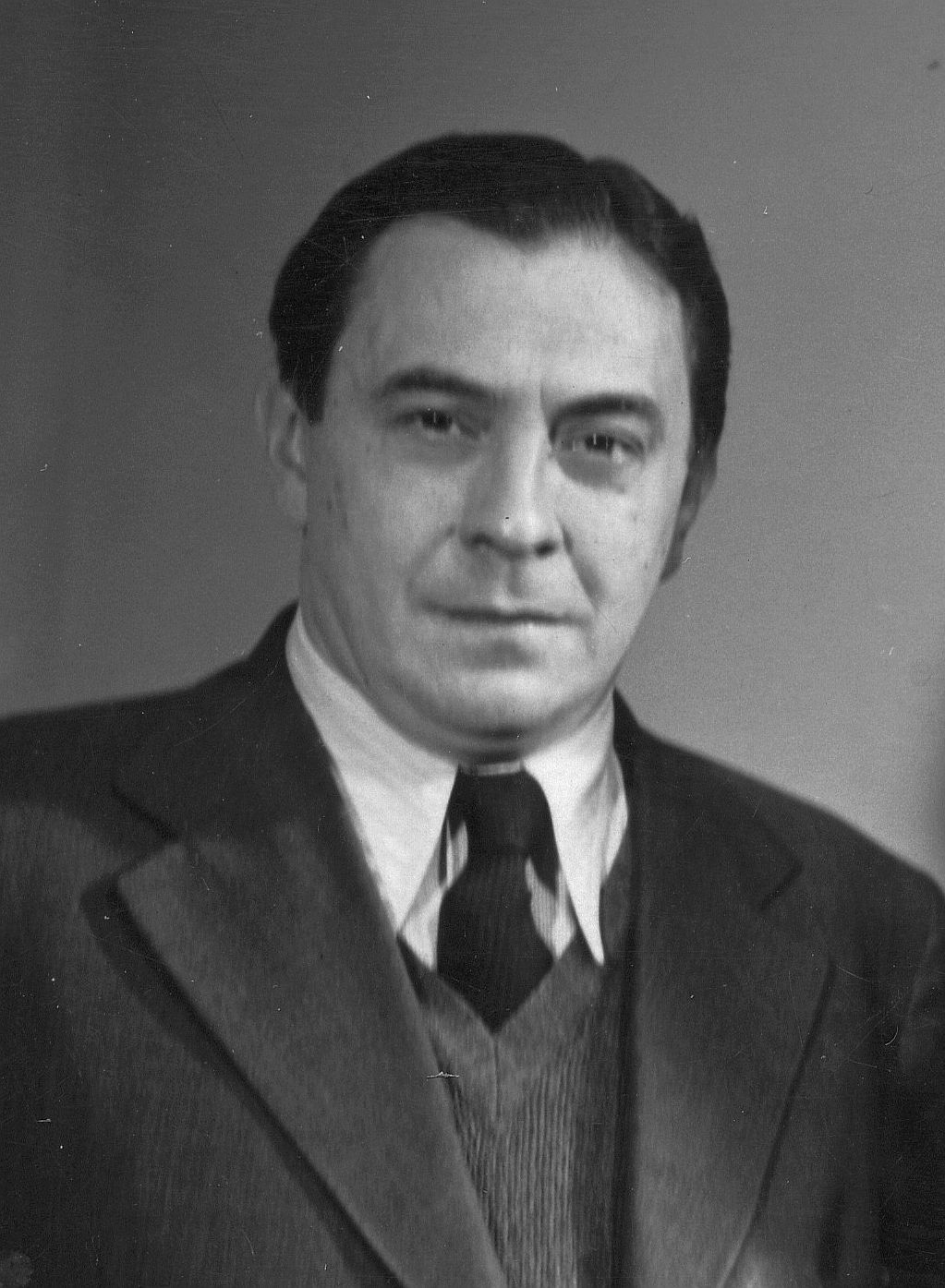
Géza von Bolváry (1938)

Géza Maria von Bolváry-Zahn (* 26. Dezember 1897 in Budapest, Österreich-Ungarn; † 11. August 1961 in München) war ein ungarischer Schauspieler, Drehbuchautor und Regisseur. Unter seiner Regie entstanden Filme wie Das Lied ist aus (1930), Der dunkle Tag (1943), Schwarze Augen (1951) oder Das gab’s nur einmal (1958).

## Biografie
Der Sohn eines Fabrikanten und Gutsbesitzers besuchte in Budapest nach dem Gymnasium die königliche Ludovika Militärakademie und diente anschließend bei der ungarischen Landwehr (Honvéd-Husaren). Nach dem Ersten Weltkrieg schied er als Rittmeister aus dem Militärdienst. Anschließend verdiente er seinen Lebensunterhalt bei der neu entstandenen ungarischen Filmindustrie. Er begann seine Karriere um 1920 als Schauspieler in verschiedenen Stummfilmen, wechselte aber bald zur Firma Star-Film, wo er als Regisseur und Dramaturg debütierte. 1922 engagierte ihn der Filmkonzern Emelka in München für vier Jahre als Regisseur. Ab 1921 oder 1923 war er mit der Schauspielerin Helene Mattyasovszky verheiratet, die 1943 verstarb.
Zwischen 1926 und 1928 war er in Berlin bei der Filmfirma Fellner & Somlo tätig und ging danach für ein Jahr nach London zu British International Pictures. 1929 gelang ihm sein erster großer Erfolg mit Zwei Herzen im 3/4 Takt, einer Geschichte um einen Walzer, der einen Komponisten und ein Mädchen zusammenführt. Mit diesem Film begründete er das Genre der Wiener Tonfilmoperette. In den folgenden Jahren arbeitete Bolváry immer wieder mit dem Schauspieler Willi Forst, dem Komponisten Robert Stolz und dem Drehbuchautor Walter Reisch zusammen.
Zurück in Berlin, wirkte er bis 1933 bei Superfilm Berlin und danach bis 1935 bei Boston Films, ebenfalls in Berlin. Ab 1936 arbeitete Bolváry für mehrere Produktionsfirmen in Wien, u. a. für Styria-Film, Terra Film und die Wien-Film. In diesen Jahren arbeitete er unter anderem mehrfach mit den Publikumslieblingen Hans Moser und Paula Wessely zusammen, bei deren erster Eigenproduktion Spiegel des Lebens (1938) er Regie führte. Seine Filme während der NS-Zeit waren, bis auf Schicksal (1942), größtenteils unpolitisch und entsprachen dem Gebot der anspruchslosen Unterhaltung als Ablenkung vom Kriegsgeschehen.
Nach dem Zweiten Weltkrieg ging Bolváry nach Rom und schuf dort bis 1949 wiederum als Regisseur für Cinopera mehrere Filme. Seit 1948 österreichischer Staatsbürger, ließ er sich 1950 in München nieder und avancierte vier Jahre später zum Produktionschef der Firma Starfilm.
Zwischen 1920 und 1958 führte er ingessamt bei etwa 100 Filmen Regie und schrieb gelegentlich auch Filmdrehbücher. Viele spätere Stars wie Zarah Leander, Hilde Krahl, Ilse Werner und Marte Harell hatten unter seiner Regie ihren ersten Filmauftritt. Seine letzten Filme entstanden 1958. 1959 übernahm er seine erste Theaterregie und inszenierte erfolgreich die Operette Gräfin Mariza an der Wiener Volksoper.
Im Alter von 63 Jahren starb Géza von Bolváry, der 1948 ein zweites Mal geheiratet hatte, am 10. August 1961 in Altenbeuern bei Rosenheim, wo er auf dem Gemeindefriedhof auch beigesetzt wurde.

## Filmografie
- 1920: Im Namen des Anstands (A tisztesség nevében) (nur Drehbuch)
- 1920: Die Frau mit zwei Gesichtern (Kétarcú asszony) (auch Drehbuch)
- 1921: Die Frühlingsliebe (Tavaszi szerelem) (auch Drehbuch)
- 1922: Märchenland (Meseország)
- 1922: Die Hälfte eines Jünglings (Egy fiúnak a fele) (auch Drehbuch)
- 1923: Mutterherz
- 1923: Der Weg zum Licht
- 1923: Wüstenrausch
- 1924: Mädchen, die man nicht heiratet
- 1924: Hochstapler wider Willen
- 1925: Die Königsgrenadiere
- 1925: Frauen, die nicht lieben dürfen
- 1925: Die Liebe der Bajadere
- 1926: Die Fürstin der Riviera
- 1926: Das deutsche Mutterherz
- 1926: Fräulein Mama
- 1927: Die Gefangene von Shanghai
- 1927: Der Geisterzug
- 1927: Artisten
- 1928: Haus Nummer 17
- 1928: Der fesche Husar
- 1929: Champagner
- 1929: The Vagabond Queen
- 1929: Der Würger
- 1929: Der Erzieher meiner Tochter
- 1929: Vater und Sohn
- 1930: Delikatessen
- 1930: Zwei Herzen im 3/4 Takt
- 1930: Ein Tango für Dich
- 1930: Das Lied ist aus
- 1930: Der Herr auf Bestellung
- 1931: Die lustigen Weiber von Wien
- 1931: Der Raub der Mona Lisa
- 1931: Liebeskommando
- 1932: Ein Lied, ein Kuß, ein Mädel
- 1932: Ich will nicht wissen, wer Du bist
- 1932: Ein Mann mit Herz
- 1933: Was Frauen träumen
- 1933: Die Nacht der großen Liebe
- 1933: Das Schloß im Süden
- 1933: Skandal in Budapest
- 1933: Alles für die Frau
- 1934: Ich kenn’ Dich nicht und liebe Dich
- 1934: Abschiedswalzer
- 1934: Frühjahrsparade
- 1935: Winternachtstraum
- 1935: Stradivari
- 1935: Es flüstert die Liebe
- 1936: Die Entführung
- 1936: Das Schloß in Flandern
- 1936: Mädchenpensionat
- 1936: Die Julika (Ernte)
- 1936: Lumpacivagabundus
- 1937: Premiere
- 1937: Der Unwiderstehliche
- 1937: Zauber der Bohème
- 1938: Die unruhigen Mädchen (Finale)
- 1938: Spiegel des Lebens
- 1938: Zwischen Strom und Steppe
- 1939: Maria Ilona
- 1939: Opernball
- 1940: Wiener G’schichten
- 1940: Traummusik
- 1940: Rosen in Tirol
- 1941: Dreimal Hochzeit
- 1942: Schicksal
- 1942: Die heimliche Gräfin
- 1943: Der dunkle Tag
- 1943: Ein Mann mit Grundsätzen?
- 1944: Schrammeln
- 1944/46: Die Fledermaus
- 1945: Die tolle Susanne
- 1949: Wer bist du, den ich liebe?
- 1950: Ihre wunderbare Lüge (Addio, Mimi)
- 1950: Hochzeitsnacht im Paradies
- 1951: Schwarze Augen
- 1952: Meine Frau macht Dummheiten
- 1952: Fritz und Friederike
- 1953: Einmal kehr’ ich wieder
- 1953: Die Tochter der Kompanie
- 1955: Ein Herz bleibt allein
- 1955: Ja, ja, die Liebe in Tirol
- 1956: Schwarzwaldmelodie
- 1956: Das Donkosakenlied
- 1956: Was die Schwalbe sang
- 1957: Hoch droben auf dem Berg
- 1957: Schön ist die Welt
- 1957: Es wird alles wieder gut
- 1958: Zwei Herzen im Mai
- 1958: Das gab’s nur einmal
- 1958: Schwarzwälder Kirsch
- 1958: Hoch klingt der Radetzkymarsch
- 1958: Ein Lied geht um die Welt